# Бонивар, Франсуа
Франсуа Бонивар (фр. François Bonivard или Bonnivard; февраль 1493, коммуна Сесель, Савойское герцогство — конец 1570, Женева) — швейцарский патриот и историк, история жизни которого послужила основой для поэмы Байрона «Шильонский узник». Имел репутацию вольнодумца и распутника.

## Биография
Франсуа Бонивар родился в коммуне Сисель, в дворянской семье Луи Бонивара (Louis Bonnivard, Seigneur de Lunes) из Савойи. Образование получил в Турине у своего дяди Жана Эме де Бонивара (Jean Aimé de Bonnivard), после чего унаследовал его должность настоятеля монастыря Святого Виктора, близ Женевы. Молодой Бонивар противостоял попыткам Карла III Савойского утвердиться в Женеве, за что и был заключён в тюрьму Гроле с 1519 по 1521 года.
Однако это не остановило Бонивара, и он продолжил свою политическую деятельность. В 1530 году Франсуа подвергся нападению разбойников, которые доставили его к герцогу Савойскому, и вновь он был заключён в подземелье, на этот раз в Шильонском замке. В 1536 году Бонивар был освобождён бернцами. К тому времени его монастырь уже был разрушен; в июне 1536 года он был возведён в звание женевского гражданина с получением пенсии, в 1537 году стал членом Совета Двухсот.
За свою жизнь Франсуа Бонивар был женат четыре раза: первые три раза — на богатых вдовах в преклонном возрасте, в последний раз — на расстриженной монахине, казнённой впоследствии за разврат. Вёл разгульный образ жизни, в результате чего у него было много долгов.
В 1542 году ему было поручено написать историю Женевы с самого её основания. В 1551 году эта рукопись была отправлена Жану Кальвину на исправления, однако была опубликована лишь в 1831 году.
Всю свою библиотеку Франсуа Бонивар передал в 1551 г. в публичное пользование.